# Jennie Simms
Jennie Simms (Accokeek, 21 aprile 1994) è una cestista statunitense naturalizzata israeliana, professionista nella WNBA.

## Carriera
È stata selezionata dalle Washington Mystics al secondo giro del Draft WNBA 2017 (18ª scelta assoluta).